# Raúl García
Raúl García Escudero (* 11. Juli 1986 in Pamplona) ist ein ehemaliger spanischer Fußballspieler.

## Spielerkarriere

### Verein
Raúl García entstammt der Jugendarbeit von CA Osasuna. Bei dem Team aus Navarra war er 2004/05 zunächst in die zweite Mannschaft aufgerückt, ehe er noch in der gleichen Saison sein Debüt für die Erstligaelf gab. Am 28. Oktober 2004 unterlag er bei seinem Erstliga-Debüt mit 0:3 beim FC Barcelona. Im Jahr 2005 scheiterte er mit seiner Mannschaft im Finale der Copa del Rey am andalusischen Vertreter Betis Sevilla. Dennoch qualifizierte man sich für die Teilnahme am UEFA-Pokal, da Betis Sevilla bereits für die UEFA Champions League qualifiziert war. In der Saison 2006/07 schied Raúl García mit seinem Team im UEFA-Pokal-Halbfinale dem späteren Sieger FC Sevilla aus.
Im Sommer 2007 wechselte er zu Atlético Madrid und unterschrieb einen Fünfjahresvertrag. Mit den Madrilenen spielte er 2007/08 im UEFA-Pokal und trat in der folgenden Saison mit ihnen in der Champions League an. Insgesamt absolvierte Raúl García 216 Ligaspiele für Atlético, in denen er 26 Tore erzielte und 15 vorbereitete. Für die Saison 2011/12 wurde García wieder an CA Osasuna verliehen.
Am 31. August 2015 wechselte er zu Athletic Bilbao ins Baskenland. Er unterschrieb einen Vierjahresvertrag. Der Vertrag wurde in den folgenden Jahren mehrfach verlängert, zuletzt im Mai 2022, mit einer Laufzeit bis Sommer 2023. Auch nach dem Ablauf dieses Vertrages verlängerte er erneut für ein weiteres Jahr. Im Sommer 2024 beendete er seine Karriere.

### Nationalmannschaft
Raúl García war fester Bestandteil der spanischen U-21-Nationalmannschaft, für die er seit 2005 20 Spiele bestritt. Auch für die A-Nationalmannschaft bestritt er 2014 zwei Freundschaftsspiele.

### Erfolge
International
- Europa-League-Sieger: 2010
- UEFA-Super-Cup-Sieger: 2010, 2012

National
- Spanischer Meister: 2014
- Spanischer Pokalsieger: 2013, 2024
- Spanischer Superpokalsieger: 2014, 2021